# Bagame
Bagame est un village du Sénégal situé en Basse-Casamance, à proximité de la frontière avec la Guinée-Bissau. Il fait partie de la communauté rurale de Nyassia, dans l'arrondissement de Nyassia, le département de Ziguinchor et la région de Ziguinchor.
Lors du dernier recensement (2002), la localité comptait 109 habitants et 15 ménages.